# Dillingen (Luxembourg)
Pour les articles homonymes, voir Dillingen.
Dillingen (luxembourgeois : Déiljen) est une section de la commune luxembourgeoise de Beaufort située dans le canton d'Echternach.